# Matlapa
Matlapa (del náhuatl: Matlapan ‘En las redes’) es una localidad del estado mexicano de San Luis Potosí, cabecera del municipio homónimo.

## Geografía
Se encuentra en la ubicación 21°20′1″N 98°49′45″O / 21.33361, -98.82917, a una altitud de 126 m s. n. m. La zona urbana ocupa una superficie de 1.513 km².

## Demografía
Según los datos registrados en el censo de 2020, la población de Matlapa es de 3723 habitantes, lo que representa un decrecimiento promedio de -0,19% anual en el período 2010-2020 sobre la base de los 3792 habitantes registrados en el censo anterior. Al año 2020 la densidad poblacional era de 2461 hab/km².
| Gráfica de evolución demográfica de Matlapa entre 2000 y 2020     |
|                                                                   |
| Fuente: Instituto Nacional de Estadística Geografía e Informática |

En 2020 el 47% de la población (1748 personas) eran hombres y el 53% (1975 personas) eran mujeres. El 64,8% de la población, (2392 personas), tenía edades comprendidas entre los 15 y los 64 años.
La población de Matlapa está mayoritariamente alfabetizada, (4,41% de personas mayores de 15 años analfabetas, según relevamiento del año 2020), con un grado de escolaridad superior a los 10 años. El 18,48% de la población se reconoce como indígena. 

El 81,8% de los habitantes de Matlapa profesa la religión católica.
En el año 2010 estaba clasificada como una localidad de grado bajo de vulnerabilidad social. Según el relevamiento realizado, 866 personas de 15 años o más no habían completado la educación básica, —carencia conocida como rezago educativo—, y 897 personas no disponían de acceso a la salud.